# Anthophora
Anthophora là một trong các chi ong lớn nhất trong họ Apidae, với hơn 450 loài phân bố trên toàn cầu được xếp vào 14 phân chi khác nhau. Chúng phân bố phổ biến và đa dạng ở miền Toàn bắc và châu Phi. Hầu hết các loài làm tổ trong đất, hoặc trên đất gò hoặc trong đất bằng phẳng; ấu trùng lớn lên trong tổ có lớp sáp chống thấm từ bên trên và không làm kén. 

## Hình ảnh

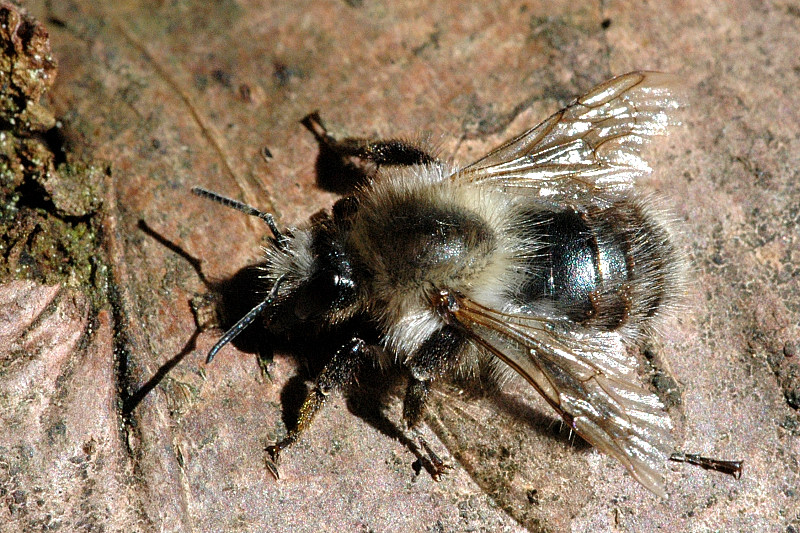
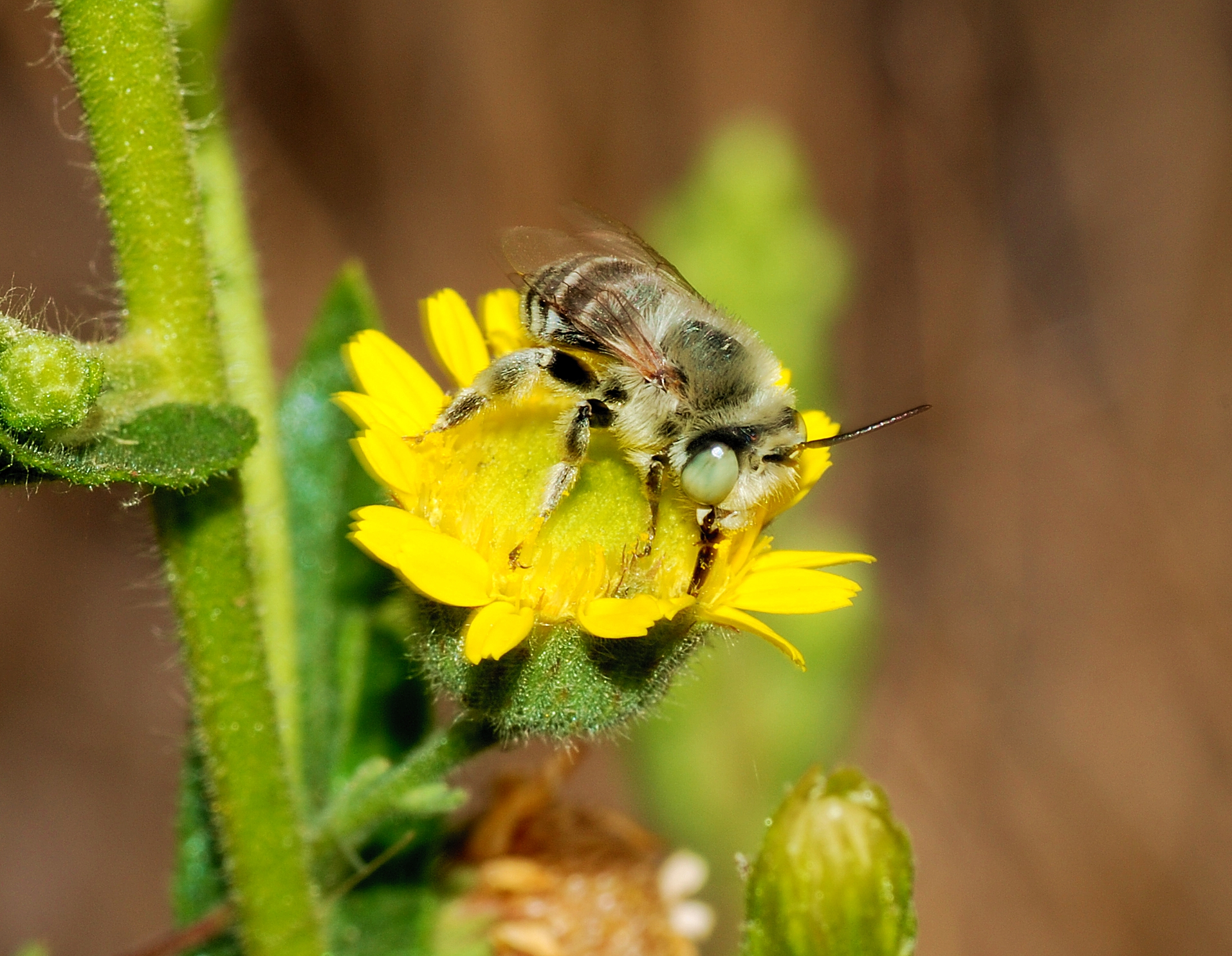
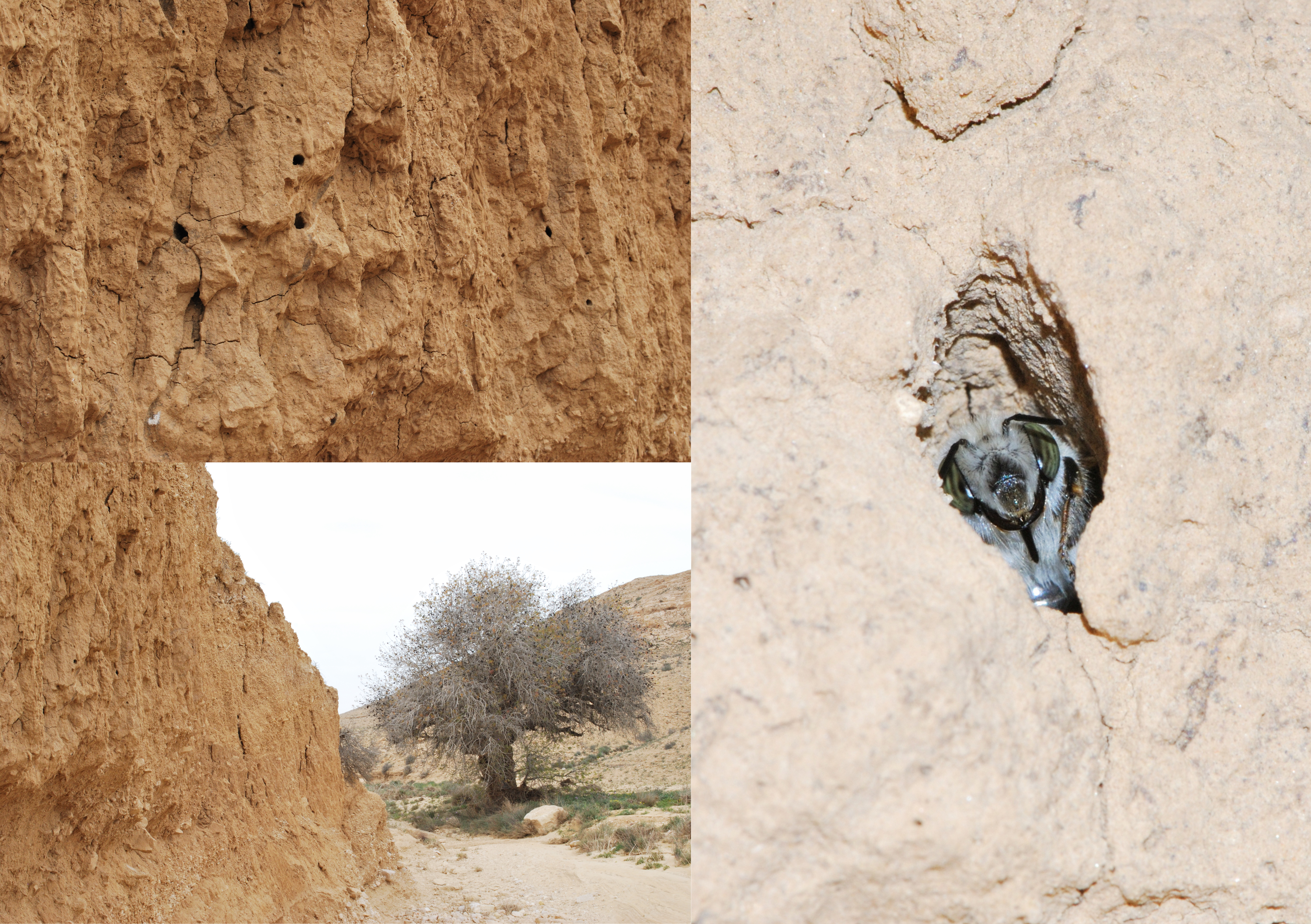
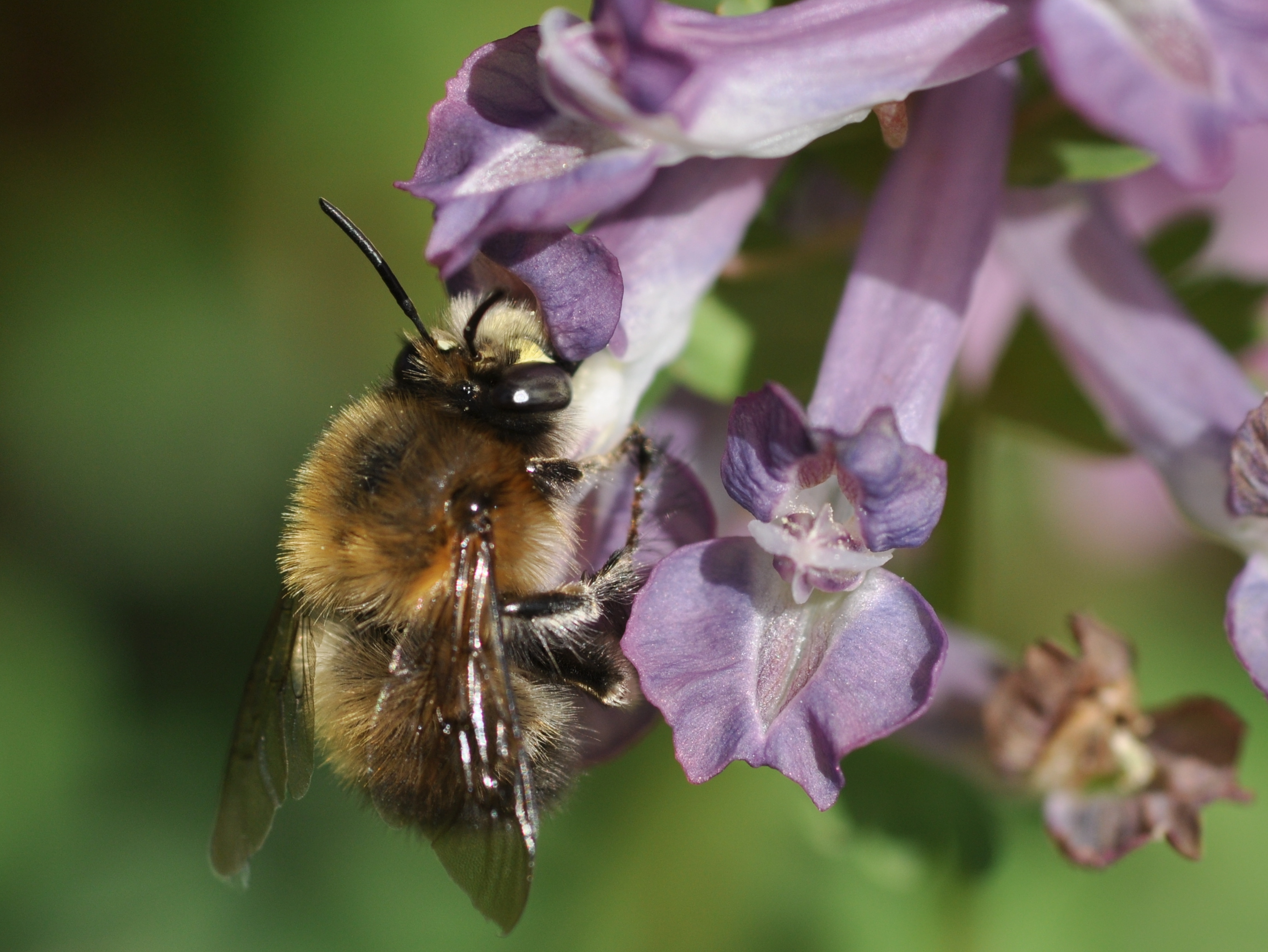
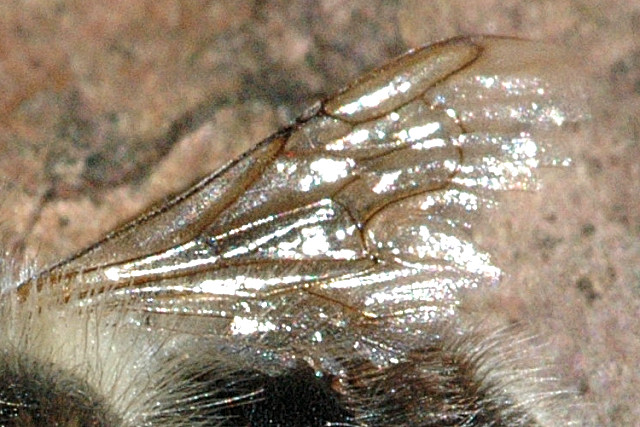
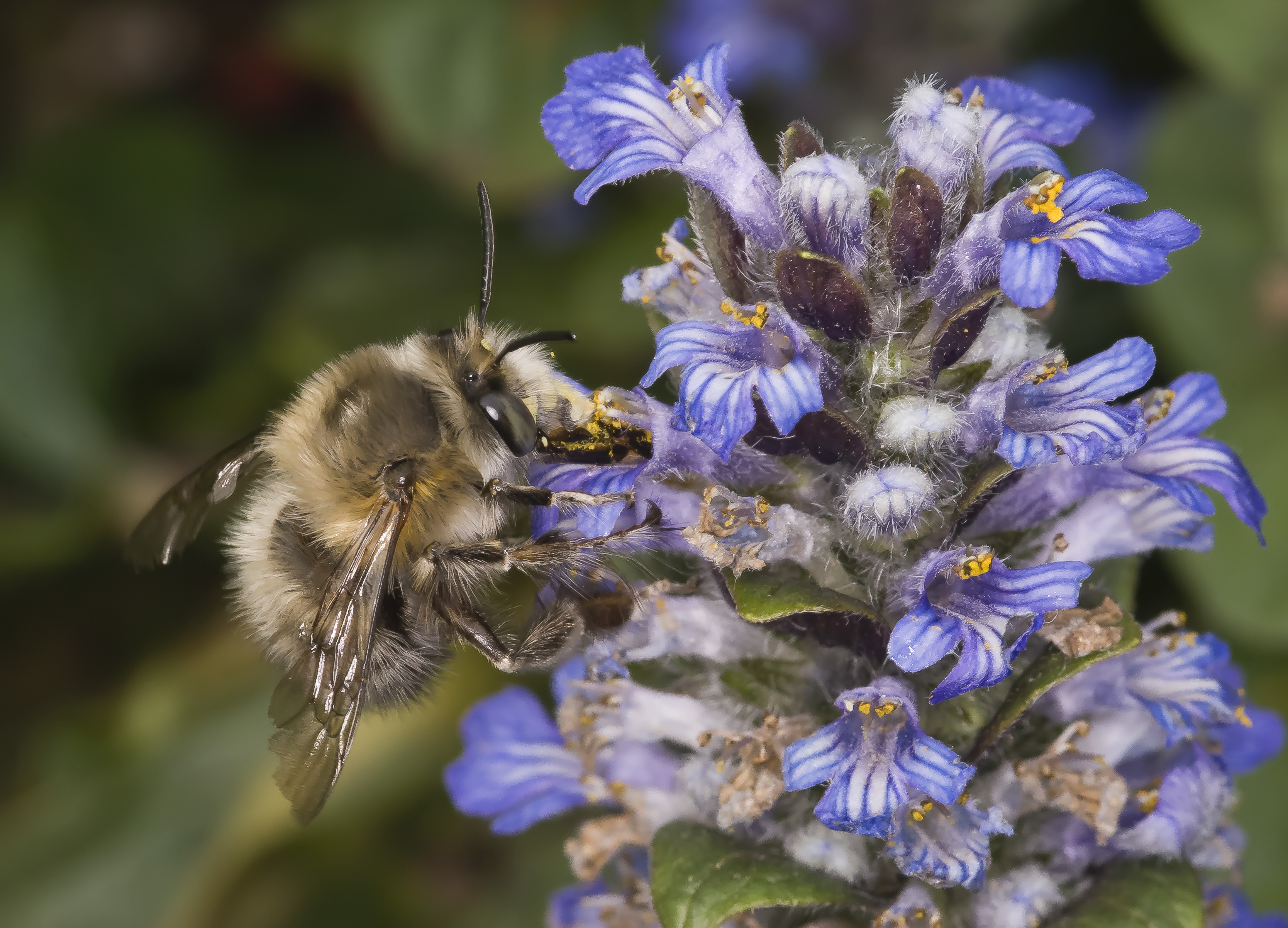
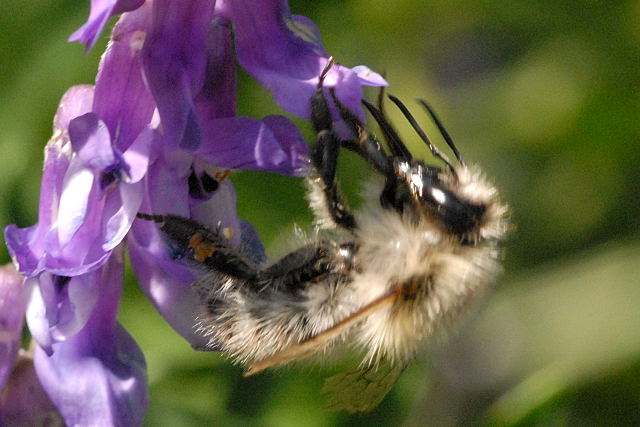

## Các loài đặc trưng
Các loài đặc trưng gồm:
- Anthophora curta
- Anthophora edwardsii
- Anthophora urbana
- Anthophora furcata
- Anthophora plumipes